# Stranger in Us All
Stranger in Us All — студійний альбом англійської групи Rainbow, який був випущений 21 серпня 1995 року.

## Композиції
1. Wolf to the Moon - 4:16
2. Cold Hearted Woman - 4:31
3. Hunting Humans (Insatiable) - 5:45
4. Stand and Fight - 5:22
5. Ariel - 5:39
6. Too Late for Tears - 4:50
7. Black Masquerade - 5:35
8. Silence - 4:04
9. Hall of the Mountain King - 5:34
10. Still I'm Sad - 5:22

## Склад
- Дугі Уайт - вокал
- Річі Блекмор - гітара
- Пол Морріс - синтезатор
- Грег Сміт - басс-гітара
- Джон О'Рейлі - ударні